# G10
A G10 az Általános Hitelegyezményben (ÁHE) részt vevő országok csoportja. Az ÁHE-t 1962-ben hozták létre, amikor nyolc IMF-tagállam – Amerikai Egyesült Államok, Belgium, Egyesült Királyság, Franciaország, Hollandia, Japán, Kanada, Olaszország – kormánya és két további ország – Németország, Svédország – központi bankja megegyezett az IMF forrásainak elérhetőségéről a résztvevők számára és bizonyos feltételek mellett a nem résztvevők számára is. A G10 megerősödött, 1964-ben a nem IMF-tag Svájc csatlakozásával, de a csoport neve nem változott. A G10 tevékenységének hivatalos megfigyelői a következő nemzetközi szervezetek: BIS, Európai Bizottság, IMF, OECD. A G10 1971 decemberében írta alá a Smithsonian Egyezményt, felváltva a rögzített árfolyamok bretton woods-i rendszerét a lebegő árfolyamok rendszerével. Luxemburg társult tagja a csoportnak. 1975 januárjában a G10 központi bankjainak vezetői megalapították a Bázeli Bankfelügyeleti Bizottságot.

## Fordítás
Ez a szócikk részben vagy egészben  a   Group of Ten (economic) című angol Wikipédia-szócikk fordításán alapul.  Az eredeti cikk szerkesztőit annak laptörténete sorolja fel. Ez a jelzés csupán a megfogalmazás eredetét és a szerzői jogokat jelzi, nem szolgál a cikkben szereplő információk forrásmegjelöléseként.